# Chiromyscus chiropus
Il ratto arboricolo indocinese (Chiromyscus chiropus Thomas, 1891) è l'unica specie del genere Chiromyscus (Thomas, 1891), diffusa in Indocina.

## Descrizione

### Dimensioni
Roditore di piccole dimensioni, con lunghezza del corpo tra 138 e 160 mm, la lunghezza della coda tra 200 e 233 mm, la lunghezza del piede tra 27 e 29 mm e la lunghezza delle orecchie tra 19 e 20 mm.

### Aspetto
La pelliccia è ispida. Il colore del dorso è bruno arancione, la testa è più giallastra, mentre le parti ventrali sono completamente bianche. La linea di demarcazione lungo i fianchi è netta e giallo-brunastra. Sono presenti due anelli marroni scuri intorno agli occhi. Le orecchie sono relativamente piccole. Il dorso delle zampe è giallo arancione.  L'alluce è opponibile ed ha un'unghia invece dell'artiglio. I piedi hanno grandi cuscinetti plantari. La coda è molto più lunga della testa e del corpo, è affusolata, marrone sopra, rosata sotto ed è ricoperta di piccoli peli.

## Biologia

### Comportamento
È una specie arboricola e notturna.

## Distribuzione e habitat
Questa specie è diffusa nella provincia cinese dello Yunnan meridionale, Myanmar orientale e nella Thailandia settentrionale.
Vive nelle foreste umide decidue e sempreverdi fino a 800 metri di altitudine. Si trova occasionalmente anche in diversi habitat degradati.

## Conservazione
La IUCN Red List, considerato che la specie è relativamente diffusa e localmente abbondante, classifica C.chiropus come specie a rischio minimo (Least Concern).